# 周伯埙
周伯埙（1920年—2009年12月2日），男，湖南长沙人，中国数学家、数学教育家，南京大学数学系教授、系主任，曾任南京大学图书馆馆长，江苏省数学学会理事长，中国民主同盟中央委员会委员。著有《同调代数》。